# Parlamentsvalet i Malta 2017
Parlamentsvalet i Malta 2017 hölls den 3 juni 2017 och gällde Maltas representanthus samtliga 67 platser. Ordinarie val skulle ha hållits 2018 men premiärminister Joseph Muscat valde att utlösa nyval nio månader innan ordinarie val skulle hållas efter anklagelser om korruption mot premiärminister Muscats fru. Anklagelserna, publicerade i en blogg den 20 april 2017, menade att Michelle Muscat var ägare av offshorebolaget Egrant i Panama. Premiärministern uttalade att anklagelserna inte stämde och ansåg att ett nyval behövde hållas för att skydda Malta från osäkerhet.
Det senaste valet hölls den 9 mars 2013 och vanns av det socialdemokratiska Partit Laburista. Det kristdemokratiska konservativa Partit Nazzjonalista var senast i regeringsställning 1998-2013.
Valet blev en jordskredsseger för Muscat och Partit Laburista, som beräknades ha vunnit 55,2 % av rösterna mot Partit Nazzjonalistas 43,6 %. I det officiella resultatet fick Partit Laburista 55,04 % och Partit Nazzjonalista 43,68 %.

## Valsystem
Representanthuset har ett proportionellt valsystem och använder enkel överförbar röst. Landet är indelat i tretton valkretsar som har fem mandat var och det totala antalet fasta mandat uppgår till 65. För att se till att valresultatet är proportionerligt till andelen röster som ett parti fått i hela landet så kan utjämningsmandat tilldelas.

## Partier
Fem partier samt två oberoende kandidater ställde upp i valet:
- Alleanza Bidla, ett konservativt, kristet euroskeptiskt parti[9] med totalt sex kandidater, varav två kandidater i 12:e valkretsen och en kandidat vardera i 1:a 9:e, 10:e och 11:e valkretsarna.
- Alternattiva Demokratika med totalt 19 kandidater, varav minst en i varje valkrets.
- Moviment Patrijotti Maltin, ett parti bildat ur invandrings- och islamkritiska Għaqda Patrijotti Maltin[9] med totalt 28 kandidater, varav minst en i varje valkrets.
- Partit Laburista med totalt 119 kandidater, varav minst en i varje valkrets.
- Partit Nazzjonalista med totalt 174 kandidater, varav minst en i varje valkrets. På partiets lista fanns även kandidater från Partit Demokratiku med, då de två partierna hade en valallians.[10]

- Indipendenti (oberoende kandidater):
  - Joseph Aquilina, 1:a och 12:e valkretsen
  - Nazzareno Bonnici, 3:e och 13:e valkretsen

## Resultat
|                                              | Partit Laburista                              | 170 976 | 55,04 | +0,21 | 37 | –2 |
|                                              | Partit Nazzjonalista (och Partit Demokratiku) | 135 696 | 43,68 | +0,34 | 30 | –1 |
|                                              | Alternattiva Demokratika                      | 2 564   | 0,83  | –0,97 | 0  | 0  |
|                                              | Moviment Patrijotti Maltin                    | 1 117   | 0,36  | Ny    | 0  | Ny |
|                                              | Alleanza Bidla                                | 221     | 0,07  | Ny    | 0  | Ny |
|                                              | Oberoende kandidater (Indipendenti)           | 91      | 0,03  | +0,02 | 0  | 0  |
| Giltiga röster                               | Giltiga röster                                | 310 665 | 98,7  | —     | —  | —  |
| Ogiltiga röster                              | Ogiltiga röster                               | 4 031   | 1,3   | —     | —  | —  |
| Totalt antal röster                          | Totalt antal röster                           | 314 696 | 100,0 | —     | 67 | –2 |
| Antal registrerade väljare och valdeltagande | Antal registrerade väljare och valdeltagande  | 341 856 | 92,1  | -0,9  | —  | —  |
| Källa: Electoral Commission of Malta         |                                               |         |       |       |    |    |

Partit Demokratiku vann sitt första mandat på Partit Nazzjonalistas kandidatlista och Marlene Farrugia blev åter vald som ledamot av representanthuset.